# Людмила Гурченко
Людми́ла Ма́рковна Гу́рченко (12 ноември 1935 г., Харков – 30 март 2011 г., Москва) е съветска и руска кино и театрална актриса, поп певица, режисьор, сценарист, писател. Народна артистка на СССР (1983 г.). Лауреат на Държавна награда на РСФСР (1976 г.) и на Държавна награда на Руската Федерация (2004 г.).

## Биография
Родена е на 12 ноември 1935 г. в Харков, в семейството на Марк Гаврилович Гурченко (1898 – 1973), батрак, и Елена Александровна Симонова-Гурченко (1917 – 1999), която произхождала от руското дворянство.
През 1953 г., след завършването на средното си образование, тя заминава за Москва и постъпва във ВГИК (Всероссийский государственный университет кинематографии С. А. Герасимов), който завършва през 1958 г. В киното дебютира още през 1956 г. във филма на Ян Фрид „Пътят на истината“. През същата година участва в новогодишната комедия „Карнавална нощ“, която и́ донася огромен успех не само в родината ѝ.
Гурченко постепенно става една от водещите актриси в съветското кино. Има около 96 участия в киното и много музикални прояви.
В България актрисата става популярна с участието си във филмите „Карнавална нощ“ (1956) „Двадесет дни без война“ (1976), „Сибириада“ (1979), „Пет вечери“ (1978), „Любимата жена на механика Гаврилов“ (1981), „Гара за двама“ (1982), „Любов и гълъби“ (1984) и др.
Людмила Гурченко се омъжва шест пъти: за Василий Ордински (Гурченко крие първия си брак), Борис Андроникашвили (сценарист и историк; от него има дъщеря Мария, внук Марк и внучка Елена), актьора Александър Фадеев, Йосиф Кобзон, пианиста Константин Купервейс и за продуцента Сергей Сенин.
На 14 февруари 2011 г. Гурченко се подхлъзва пред дома си и счупва тазобедрената си става. На следващия ден е оперирана. Изписана е на 6 март. На 30 март състоянието на актрисата се влошава вследствие тромбоза на белодробната артерия. (сърдечна недостатъчност) Пристигналият състав на „Бърза помощ“ (пристигнала за 21 минути) не успява да я реанимира и в 19:28 (UTC+4) е фиксирана смъртта. Това е потвърдено от мъжа ѝ Сергей Сенин.
Президентът на Русия Дмитрий Медведев и министър-председателят Владимир Путин изразяват съболезнования на семейството на актрисата.
Прощаването с актрисата се провежда в Централния дом на писателите и продължава повече от 4 часа. Погребана е на 2 април 2011 г. на Новодевичевото гробище..

## Памет
В родния ѝ град Харков е изграден неин паметник.

## Филмография
- „Звезди се срещат в Москва“ (Звёзды встречаются в Москве) (1959) в ролята на водещата